# Coenosia fontana
Coenosia fontana este o specie de muște din genul Coenosia, familia Muscidae, descrisă de Huckett în anul 1966.
Este endemică în Utah. Conform Catalogue of Life specia Coenosia fontana nu are subspecii cunoscute.